# Cherreau
Cherreau är en kommun i departementet Sarthe i regionen Pays de la Loire i nordvästra Frankrike. Kommunen ligger i kantonen La Ferté-Bernard som tillhör arrondissementet Mamers. År 2018 hade Cherreau 938 invånare.

## Befolkningsutveckling
Antalet invånare i kommunen Cherreau
| Referens: INSEE |